# 維爾揚迪湖

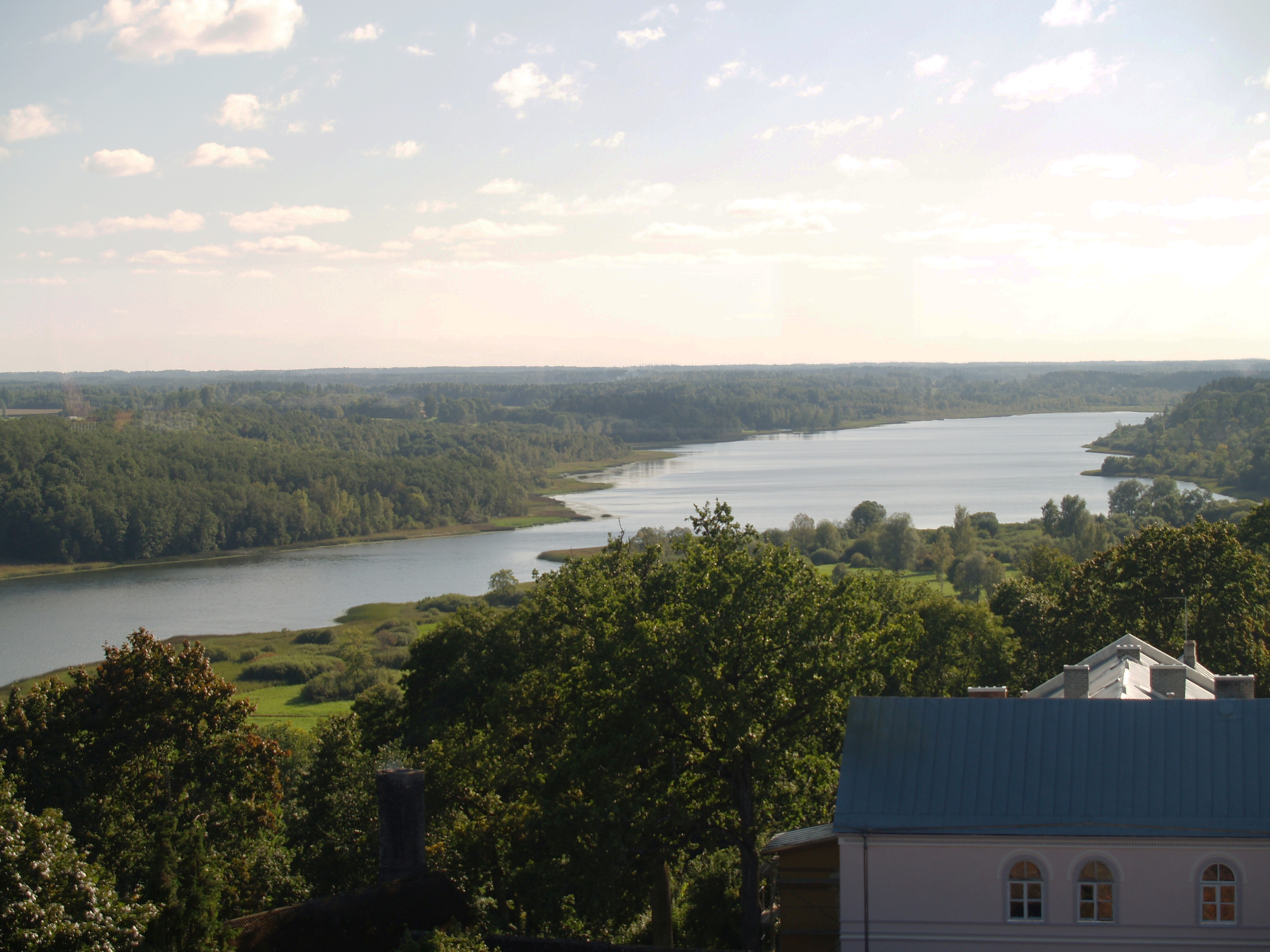
湖面风景

維爾揚迪湖是愛沙尼亞的湖泊，由維爾揚迪縣負責管轄，長4.33公里、寬0.44公里，面積1.58平方公里，海拔高度42.4米，最大水深11米，湖畔城鎮有維爾揚迪。
58°21′0″N 25°35′35″E / 58.35000°N 25.59306°E